# Vert-le-Grand
Vert-le-Grand ist eine französische Gemeinde mit 2.348 Einwohnern (Stand: 1. Januar 2022) im Département Essonne in der Region Île-de-France. Sie gehört zum Arrondissement Evry und ist Teil des Kantons Ris-Orangis.
Die Einwohner werden Grandvertois genannt.

## Geographie
Vert-le-Grand liegt etwa 32 Kilometer südöstlich von Paris in der Landschaft Hurepoix. Im Norden wird die Gemeinde durch Bondoufle begrenzt, im Nordosten durch Lisses, im Osten durch Écharcon, im Süden durch Vert-le-Petit, im Westen und Südwesten durch Leudeville sowie im Nordwesten durch Le Plessis-Paté.
Im Nordwesten der Gemeinde liegt ein Militärflugplatz (Base aérienne 217 Bretigny-sur-Orge).

## Bevölkerungsentwicklung
| Jahr      | 1962 | 1968 | 1975 | 1982 | 1990 | 1999 | 2006 | 2012 |
| Einwohner | 801  | 828  | 1248 | 1282 | 1477 | 1911 | 2300 | 2396 |

## Gemeindepartnerschaften
- Wingham in der englischen Grafschaft Kent; seit 1994
- Idanha-a-Nova in Portugal; seit 1995

## Sehenswürdigkeiten
- Kirche Saint-Germain und davor das Kriegerdenkmal

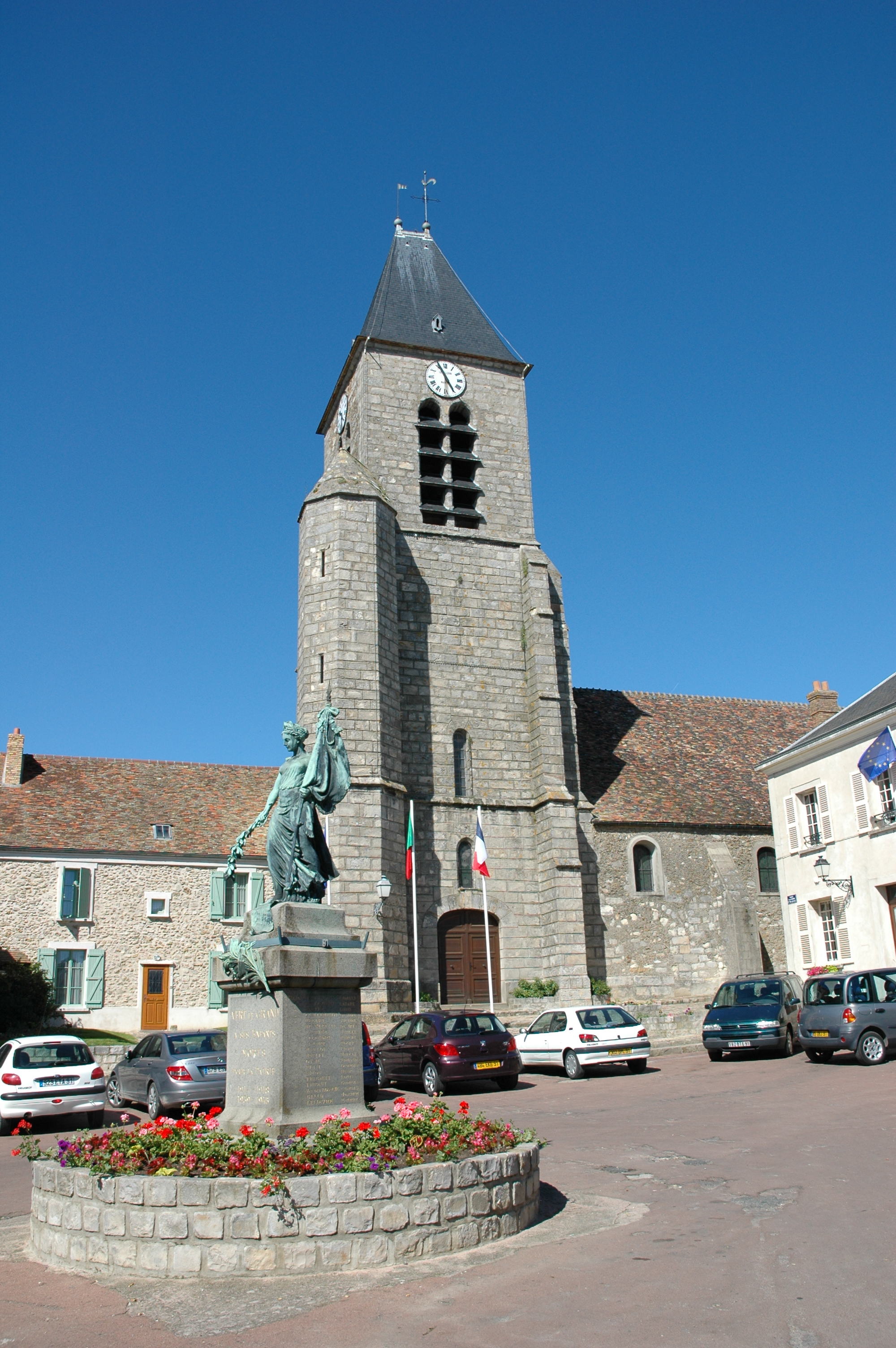
Kirche Saint-Germain

## Persönlichkeiten
- Roland Dubillard (1923–2011), Schriftsteller